# 吹田市立第六中学校
吹田市立第六中学校（すいたしりつ だいろくちゅうがっこう）は、大阪府吹田市穂波町にある公立中学校。

## 沿革
1969年に吹田市立豊津中学校から、吹田第二小学校の校区を分離する形で開校した。当初は吹田市立豊津中学校内に仮校舎を設置していたが、同年8月に現在地に校舎が竣工して移転した。
- 1969年
  - 4月1日 - 吹田市立第六中学校として開校。
  - 5月12日 - 校章制定
  - 8月1日 - 現在地に校舎竣工し、移転。
- 1971年 - 吹田市教育委員会から、体育の研究校に指定される。
- 1972年 - 吹田市教育委員会から、美術の研究校に指定される（1973年度まで）。
- 1977年4月1日 - 養護学級設置。
- 1994年 - 文部省から、勤労生産学習の研究校に指定される。

## 通学区域
- 吹田市立吹田第二小学校と吹田市立吹田南小学校の通学区域。

吹田市 泉町、西の庄町、金田町、出口町1番-17番、南金田、穂波町、南吹田

## 交通
- 阪急千里線 吹田駅 南西へ約900m。
- おおさか東線 南吹田駅 北へ約1.5km。
- 東海道本線（JR京都線） 吹田駅 南西へ約1.9km。